# Nathan Huguen
Pas d'image ? Cliquez ici

a Compétitions nationales et continentales officielles uniquement.

Dernière mise à jour le 23 octobre 2024.
Nathan Huguen, né le 26 janvier 2002 à Vannes (Morbihan), est un joueur français de rugby à XV. Il joue au poste de deuxième ligne au Valence Romans Drôme Rugby.

## Biographie

### Jeunesse et formation
Nathan Huguen est né à Vannes, dans le Morbihan. Il commence le rugby à l'âge de cinq ans au RC Palaisien (Le Palais-sur-Vienne) puis s’engage en 2016 avec le club de l’USA Limoges. Pour sa deuxième saison avec le club, il intègre en parallèle le Pôle Espoirs d’Ussel.
Alors repéré et suivi par le Stade rochelais, il intègre le centre de formation des Maritimes pour ses deux années de juniors, et obtient avec la mention "très bien" son Baccalauréat section S avec un an d’avance en 2019. Il entre dans le groupe France des moins de 18 ans tout en débutant ses études en classes préparatoires au Lycée Jean Dautet de La Rochelle.
Il monte en équipe espoirs du Stade rochelais lors de la saison 2020-2021 et participe au championnat de France espoirs de rugby à XV. Il est intégré au Pôle France pour l’équipe de France des moins de 20 ans. Il fait partie du groupe qui joue contre l’Italie avec les moins de 20 ans développement en préparation du tournoi du Six Nations. Lors de sa saison 2021-2022, il est appelé dans le groupe de préparation du Tournoi des Six Nations des moins de 20 ans qui se déroule début 2022. Pendant ces deux années, il continue ses études d’ingénieur à l’EIGSI. 

### Débuts au Stade français (2022-2024)
À l'orée de la saison 2022-2023, il s’oriente vers le Stade français Paris avec lequel il signe son premier contrat espoirs le liant au club jusqu'en 2024. Il est alors intégré au groupe professionnel lors de la préparation estivale. Il participe au championnat de France espoirs de rugby à XV, et poursuit ses études d’ingénieurs à l’ESILV. Il dispute son premier match avec le groupe professionnel en tant que remplaçant le 9 décembre 2022 à l'occasion de la rencontre de Challenge Cup contre le Benneton Trévise remportée 24-14, puis est titulaire pour les trois autres matchs des phases qualificatives de la compétition, d'abord contre les Lions, puis pour les matchs retours,.
Lors de l’hiver 2022-2023, il est intégré à l'équipe de France universitaire,, étant titulaire et marqueur du premier essai lors du match victorieux (26-31) contre l'Irlande joué à Cork. Il est à nouveau titulaire pour le match victorieux, (48-43) contre l'Angleterre à Coventry en mai 2024.

### Transfert à Valence Romans (depuis 2024)
Avant la reprise de la saison 2024-2025, Nathan Huguen est transféré au Valence Romans Drôme Rugby, en Pro D2, . Il effectue son premier match avec l'équipe professionnelle du VRDR le 20 septembre 2024 contre Colomiers.